# Santa María-Ribarredonda
Santa María-Ribarredonda är en ort i Spanien.   Den ligger i provinsen Provincia de Burgos och regionen Kastilien och Leon, i den norra delen av landet, 250 km norr om huvudstaden Madrid. Santa María-Ribarredonda ligger 689 meter över havet och antalet invånare är 120.
Terrängen runt Santa María-Ribarredonda är platt åt sydväst, men åt nordost är den kuperad. Runt Santa María-Ribarredonda är det mycket glesbefolkat, med 2 invånare per kvadratkilometer. Närmaste större samhälle är Miranda de Ebro, 19,7 km öster om Santa María-Ribarredonda. Trakten runt Santa María-Ribarredonda består till största delen av jordbruksmark.